# Bistum Brownsville
Das Bistum Brownsville (lat.: Dioecesis Brownsvillensis) ist eine in den Vereinigten Staaten gelegene römisch-katholische Diözese mit Sitz in Brownsville, Texas.

## Geschichte
Das Bistum Brownsville wurde am 10. Juli 1965 durch Papst Paul VI. mit der Apostolischen Konstitution Ex quo tempore aus Gebietsabtretungen des Bistums Corpus Christi errichtet und dem Erzbistum San Antonio als Suffraganbistum unterstellt. Am 29. Dezember 2004 wurde das Bistum Brownsville dem Erzbistum Galveston-Houston als Suffraganbistum unterstellt.

## Territorium
Das Bistum Brownsville umfasst die im Bundesstaat Texas gelegenen Gebiete Cameron County, Hidalgo County, Starr County und Willacy County.

## Bischöfe von Brownsville
- Adolph Marx, 1965
- Humberto Sousa Medeiros, 1966–1970, dann Erzbischof von Boston
- John Joseph Fitzpatrick, 1971–1991
- Enrique San Pedro SJ, 1991–1994
- Raymundo Joseph Peña, 1994–2009
- Daniel Ernest Flores, seit 2009

## Einzelnachweise

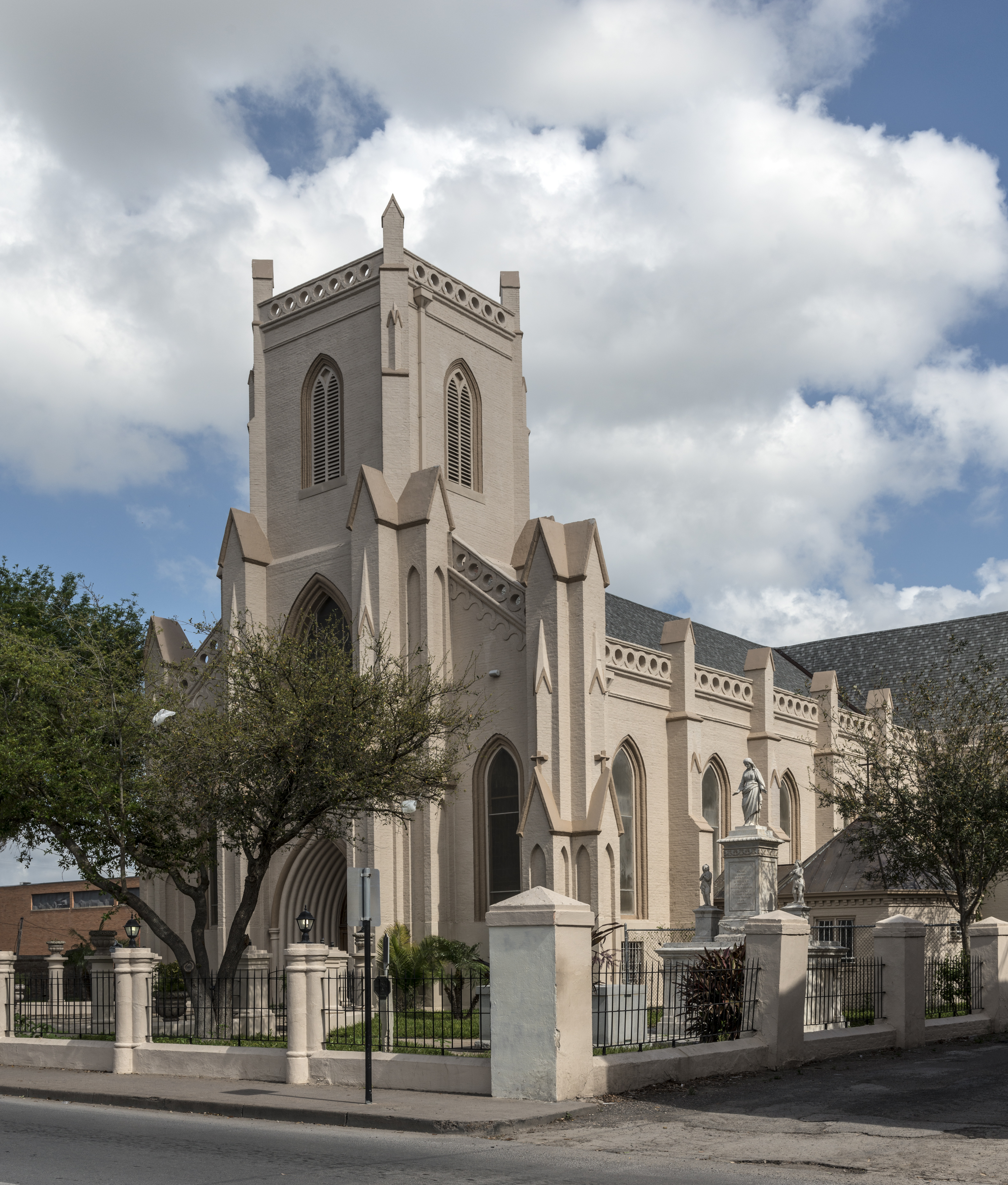
Kathedrale in Brownsville